# Cora Tamarinof
Cora Tamarinof (12 januari 1949) is een beeldend kunstenares te Zwolle. Ze is lid van Het Palet en werkt vooral met acryl op papier. 
Cora Tamarinof heeft een voorliefde voor schepen en Franse landschappen. Tijdens haar vakanties doet zij de inspiratie op, die zij in haar schilderijen verwerkt.